# Бранч (Њитра)
Бранч (слч. Branč) насељено је мјесто са административним статусом сеоске општине (слч. obec) у округу Њитра, у Њитранском крају, Словачка Република.

## Становништво
| Година:    | 1994. | 2004.   | 2014.   | 2024.   |
| ---------- | ----- | ------- | ------- | ------- |
| Број људи: | 2007  | 2065    | 2202    | 2169    |
| Разлика:   |       | +2,88 % | +6,63 % | -1,49 % |

| Година:    | 2023. | 2024.   |
| ---------- | ----- | ------- |
| Број људи: | 2172  | 2169    |
| Разлика:   |       | -0,13 % |

Према подацима о броју становника из 2024. године насеље је имало 2169 становника.